# بخش گوبکینسکی
بخش گوبکینسکی (به لاتین: Gubkinsky District) یک منطقهٔ مسکونی در روسیه است که در استان بیلگاراد واقع شده‌است.